# One More Light (píseň, Linkin Park)
„One More Light“ je rocková balada americké skupiny Linkin Park z jejich sedmého studiového alba One More Light a zároveň poslední velký singl s dlouholetým zpěvákem Chesterem Benningtonem. Píseň byla v Americe vydána 3. října 2017 jako třetí a poslední singl alba. Jedná se o Benningtonův druhý posmrtně vydaný singl.

## Pozadí písně
Celé album mělo vypadat úplně jinak. Všechny plány změnila smrt kamarádky členů skupiny Amy Zaret ze společnosti Warner Records, která zemřela na rakovinu.
Členové se proto rozhodli pro přidání nové písně do nadcházejícího alba. Nazvali ji „One More Light".
Píseň zahráli v pořadu Jimmy Kimmel Live! a věnovali ji svému zesnulému příteli Chrisi Cornellovi, který zemřel den předtím.
Po sebevraždě zpěváka Chestera Benningtona 20. července 2017 si kapela jako svůj další singl vybrala „One More Light“.

## Videoklip
Oficiální video bylo nahráno na oficiální YouTube kanál 18. září 2017. Režírovali ho Joe Hahn a Mark Fiore. Obsahuje záběry Chestera, jak vystupuje na koncertech.

## Obsazení

### Linkin Park
- Chester Bennington – zpěv
- Brad Delson – kytary, produkce
- Dave "Phoenix" Farrell – basová kytara
- Joe Hahn – samplování, programování
- Mike Shinoda – doprovodné vokály, klávesy, produkce

### Ostatní hudebníci
- Eg White – kytary a klavír